# بدفورد هیلز (نیویورک)
بدفورد هیلز (به انگلیسی: Bedford Hills) یک منطقهٔ مسکونی در ایالات متحده آمریکا است که در شهرستان وستچستر، نیویورک واقع شده‌است. بدفورد هیلز ۳٬۰۰۱ نفر جمعیت دارد و ۱۰۳٫۹۴ متر بالاتر از سطح دریا واقع شده‌است.